# مارك غريفز
مارك غريفز (بالإنجليزية: Mark Greaves)‏ (22 يناير 1975 في المملكة المتحدة - ) هو لاعب كرة قدم بريطاني في مركز الدفاع. لعب مع نادي بيرتن ألبيون ونادي يورك سيتي وهال سيتي ونادي غاينسبورو ترينيتي وNorth Ferriby United A.F.C. ‏ وBrigg Town F.C. ‏ وHull United A.F.C. ‏ ونادي بوسطن يونايتد.

## وصلات خارجية
- مارك غريفز على موقع قاعدة بيانات كرة القدم.إي يو (الإنجليزية)
- مارك غريفز على موقع Soccerbase.com (لاعب) (الإنجليزية)